# 下野国分寺
下野国分寺（しもつけこくぶんじ）は、栃木県下野市にある真言宗豊山派の寺院。山号は瑠璃光山。院号は安養院。本尊は大日如来。
奈良時代に聖武天皇の詔により日本各地に建立された国分寺のうち、下野国国分寺の後継寺院にあたる。創建当時の史跡については下野国分寺跡を参照。

## 概要
下野国の国分寺は、11世紀-12世紀頃衰退したと見られている。国分寺跡北方に位置する当寺はその法灯を伝承すると伝えるが、その経緯は明らかではない。

## 境内
釈迦堂の堂内には、釈迦如来坐像（下野市指定文化財）が安置される。また五輪塔（下野市指定文化財）は、一説に聖武天皇・光明皇后・行基を祀ったものという。

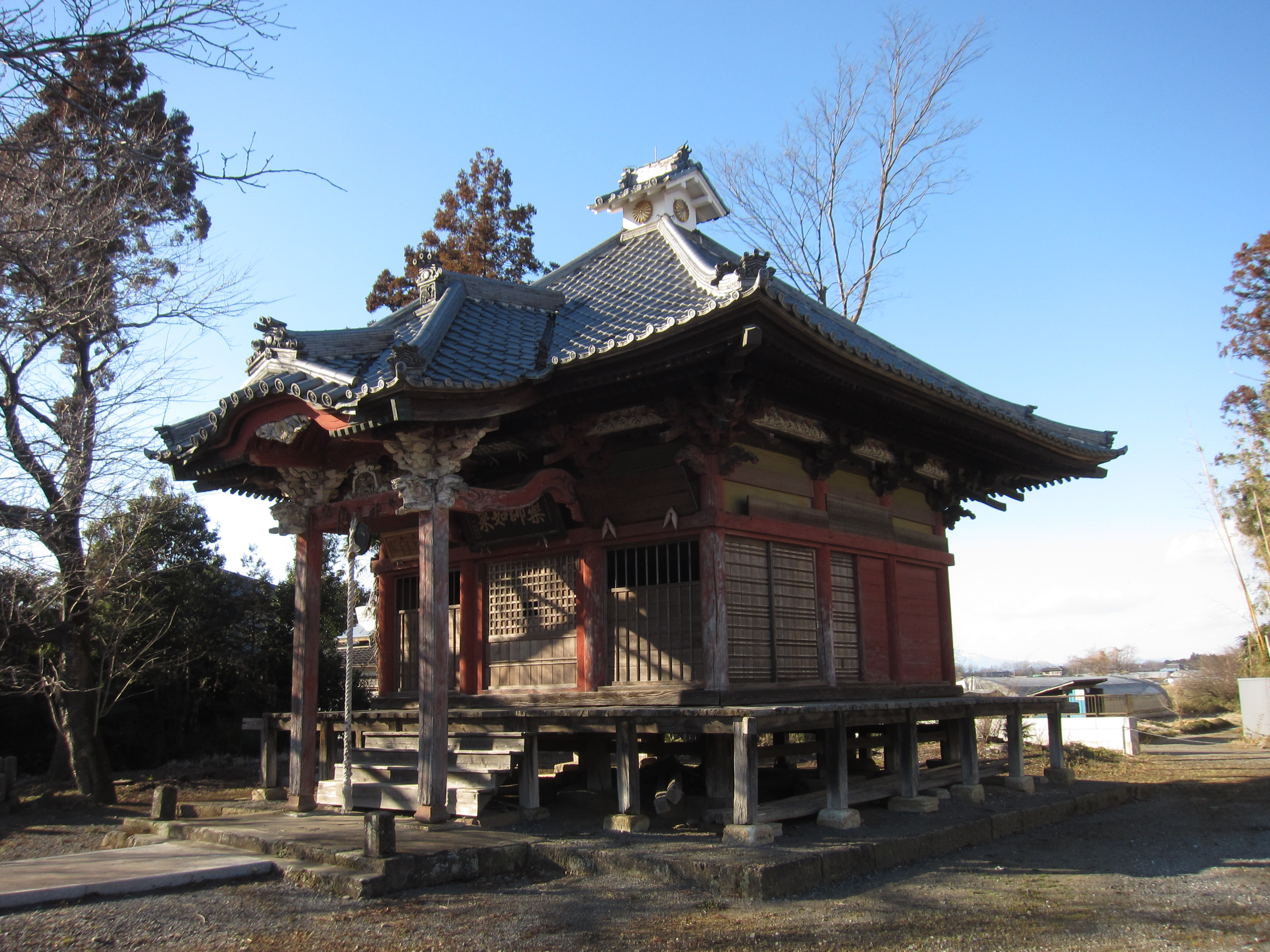
薬師堂
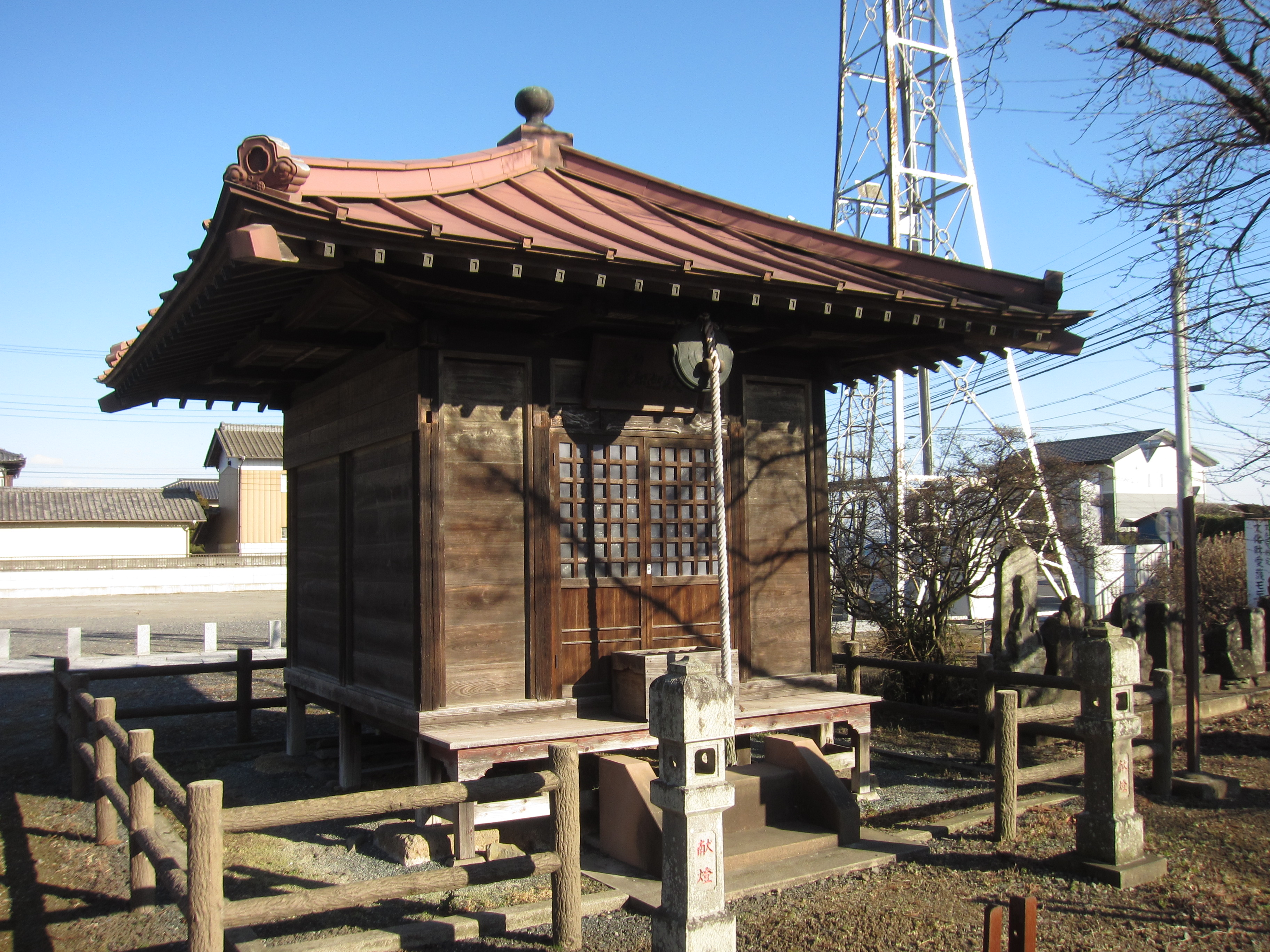
釈迦堂
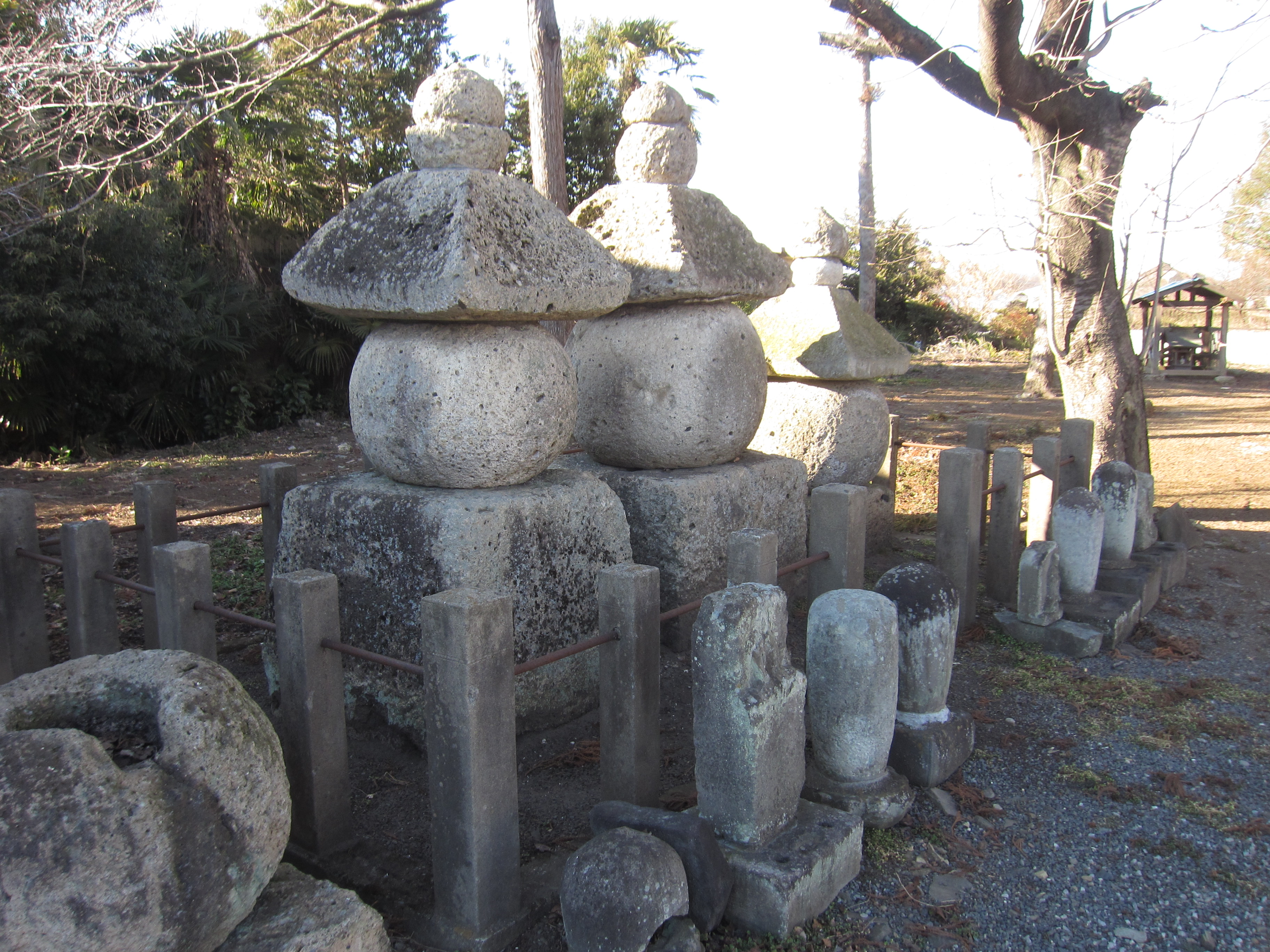
五輪塔（下野市指定文化財）

## 文化財

### 下野市指定文化財
- 有形文化財
  - 釈迦如来坐像（彫刻） - 昭和49年5月1日指定[2]。
  - 五輪塔 3基（考古資料） - 昭和53年10月20日指定[1]。

## 現地情報
所在地
- 栃木県下野市国分寺1541

交通アクセス
- 鉄道：JR東日本宇都宮線（東北本線） 小金井駅 - 約3.5キロメートル
  - 駅前にレンタサイクルあり。

周辺
- 下野国分寺跡（北緯36度23分06.21秒 東経139度48分21.95秒 / 北緯36.3850583度 東経139.8060972度）
- 下野国分尼寺跡（北緯36度23分06.98秒 東経139度48分44.73秒 / 北緯36.3852722度 東経139.8124250度）